# Фарсида
Провинция Фарсида (лат. Tharsis), Тарсис — регион Марса, представляющий собой огромное вулканическое нагорье к западу от долин Маринера в районе экватора. Названа в честь библейского Фарсиса.
В регионе выделяют купол или плато Фарсида (Tharsis Bulge), а также впадину Фарсида, которая частично окружает купол. Разница высот без учёта вулканов составляет 10 км. Площадь плато — 30 млн км². Предположительно нагорье образовалось в результате поднятия магмы (возможно, плюма).

## Геология
На Фарсиде расположены крупнейшие в Солнечной системе вулканы (потухшие) — гора Олимп, гора Аскрийская, гора Павлина, гора Арсия, все вместе также известные как «горы Фарсида» (лат. Tharsis Montes). Здесь же находится уникальный щитовидный вулкан — патера Альба. По-видимому, он извергал очень жидкую лаву, которая широко растекалась и сформировала не гору, а «щитовую» возвышенность со слабыми уклонами.
Нагорье Фарсида, благодаря своим огромным размерам, оказывает заметное воздействие на геологию всего Марса. На противоположной стороне планеты расположено меньшее нагорье Аравия, которое могло сформироваться в результате гравитационного воздействия Фарсиды (подобно тому, как воздействие Луны приводит к приливам на противоположной стороне Земли). В результате выхода магмы в районе Фарсиды в атмосферу должны были выбрасываться большие количества углекислого газа и водяного пара. По одной из оценок, такого количества должно было хватить на формирование атмосферы с давлением 1,5 бара и глобального слоя воды толщиной 150 метров. Это говорит в пользу гипотезы «влажного и тёплого Марса» в ранний период его истории.

## Колодцы
На Фарсиде обнаружено несколько необычных глубоких колодцев. Один из них имеет глубину не менее 178 метров (судя по освещённой стенке; дна не видно). Предполагается, что сформировались они в результате обрушения кровли крупных лавовых трубок, в которых текли потоки лавы. Резкие края образований говорят об их геологической молодости.

## Кратеры
На снимках, сделанных 13 января 2017 года с помощью камер CTX и CRISM, установленных на борту автоматической межпланетной станции Mars Reconnaissance Orbiter, учёные обнаружили в районе нагорья Фарсида свежий метеоритный кратер диаметром около 100 м.